# Брайън Кийн
Брайън Кийн (на английски: Brian Keene) е американски писател на произведения в жанра хорър, криминален трилър и тъмна научна фантастика.

## Биография и творчество
Роден е в Пенсилвания, САЩ, на 22 септември 1967 г. Израства в Пенсилвания и Западна Вирджиния, където се развиват сюжетите на голяма част от неговите произведения. След завършване на гимназията служи като радист в Американския флот.
След приключване на военната служба работи различни временни работи – работник в леярна, шофьор на камион, докер, охранител, дисководещ, продавач, управител на магазин, и др., опита от които ползва в произведенията си.
През 2003 г. е издаден първият му хорър роман The Rising от зомби поредицата „Възкресение“. Той е отличен с наградата „Брам Стокър“ за най-добър първи роман.
През 2014 г. е удостоен с отличието „Голям майстор на хоръра“.
Има собствена малка издателска компания Maelstrom, която е специализирана за малки колекционерски издания.
Женен е и има двама сина. Брайън Кийн живее със семейството си в Райтсвил, Йорк, Пенсилвания.

## Произведения

### Самостоятелни романи
- Terminal (2004)
- The Rutting Season (2006)
- The Conqueror Worms (2006) – издаден и като Earthworm Gods
- The Hollow (2006)
- Ghoul (2007)
- Dead Sea (2007)
- Redemption (2008) – с Шейн Райън Стейли
- Kill Whitey (2008)
- Castaways (2009)
- Urban Gothic (2009)
Градска готика, изд.: Изток-Запад, София (2013), прев. Елена Павлова
- Shades (2011) – с Джеф Купър
- The Damned Highway (2011) – с Ник Маматас
- Entombed (2012)
- An Occurrence in Crazy Bear Valley (2012)
- Clickers vs Zombies (2012) – с Дж. Ф. Гонзалес
- The Lost Level (2014)
- King of the Bastards (2015) – със Стивън Л. Шрюсбъри
- The Complex (2016)
- Pressure (2016)

### Серия „Възкресение“ (Rising)
1. The Rising (2003) – награда „Брам Стокър“ за най-добър първи роман
2. City of the Dead (2005)
3. Deliverance (2015)

### Серия „Кликери“ (Clickers) – с Дж. Ф. Гонзалес
2. The Next Wave (2008)
3. Dagon Rising (2010)

### Серия „Долината на Лехорн“ (LeHorn's Hollow)
1. Dark Hollow (2008)
2. Ghost Walk (2008)

### Серия „Леви Столцфъс“ (Levi Stoltzfus)
1. Ghost Walk (2008)
2. A Gathering of Crows (2010)
3. Last of the Albatwitches (2014)

### Серия „Последното зомби“ (Last Zombie)
1. The Last Zombie (2011) – с Фред Пери
2. Inferno (2012)
3. Neverland (2012)
4. Before the After (2013)
5. The End (2013)

### Новели
- Darkness on the Edge of Town (2010)
- Scratch (2010)
- The Cage (2010)
- Jack's Magic Beans (2011)
- Take the Long Way Home (2011)
- Tequila's Sunrise (2011)
- Alone (2012)
- The Girl on the Glider (2013)

### Документалистика
- Jobs in Hell (1998) – награда „Брам Стокър“ за документална книга
- Trigger Warnings (2014)

### Екранизации
- 2009 The Ties That Bind – кратък филм, продуцент
- 2012 Ghoul – тв филм, по романа
- 2015 Fast Zombies Suck – кратък филм, продуцент
- 2016 The Naughty List – кратък филм